# ハリー・フォード
ハリソン・マイケル・フォード（Harrison Michael Ford、2003年2月21日 - ）は、アメリカ合衆国・ジョージア州アトランタ出身のプロ野球選手（捕手）。右投右打。MLBのシアトル・マリナーズ傘下所属。

## 経歴
2021年のMLBドラフト1巡目（全体12位）でシアトル・マリナーズから指名され、予定していたジョージア工科大学への進学を取りやめプロ入り。契約金は436万ドル。傘下のルーキー級アリゾナ・コンプレックスリーグ・マリナーズでプロデビューし、19試合に出場して打率.291、3本塁打、10打点の成績を記録した。
2022年9月15日に第5回ワールド・ベースボール・クラシック予選のイギリス代表に選出された。イギリスは9月20日のスペイン戦に勝利し、初となる本戦進出を決めた。
2023年はシーズン開幕前の2月10日に第5回本戦のイギリス代表に選出された。同大会1次ラウンドでは2戦目のカナダ戦での初本塁打に続いて、3月15日コロンビア戦でも本塁打を打ち、代表初勝利に貢献した。
シーズンでは6月26日にオールスター・フューチャーズゲームに選出された。

## 人物
両親がイギリス人であり、イギリスと出生地のアメリカ合衆国との二重国籍である。そのため、WBCにはイギリス代表で参加した。

## 詳細情報

### 記録
- オールスター・フューチャーズゲーム選出：1回（2023年）

### 代表歴
- 2023 ワールド・ベースボール・クラシック・イギリス代表